# Солнечные озёра
Солнечные озёра (словац. Slnečné jazerá) или Сенецкие озёра (словац. Senecké jazera) — группа искусственных озёр на западе Словакии. Находится на территории города Сенец. Туристическая достопримечательность, одно из излюбленных мест отдыха словацких и иностранных туристов.
Появление озёр датируется 1845 годом, когда в городе проводилась выемка гравия для строительства железной дороги Братислава-Галанта. Изначально существовало 5 отдельных озёр, которые позже слились в одно, вследствие чего получилось озеро общей площадью 80 га и глубиной до 12 м. Озеро в качестве естественного места для купания начали использовать в 1919 году. Тогда его называли «Словацким Таити». Новое название — «Солнечные озёра» — появилось в 1960 году.
Сегодня озеро имеет площадь более 100 га, а вся сопредельная территория разделена на северную и южную. Здесь существуют различные возможности для проживания, питания, занятия водными видами спорта и рыбной ловлей. Открыты отели, пансионы, коттеджи, туристские домики и прочие туристические объекты. Имеются детские площадки, площадки для пляжного волейбола, теннисные корты, прокат спортинвентаря (лодки и водные велосипеды), тобогганы, футбольная площадка с искусственным покрытием, разрешено играть в водный футбол. На северной стороне территории разместился аквапарк.